# Новоукраинка (Широковский район)
Новоукра́инка (укр. Новоукраїнка) — село,
Чапаевский сельский совет,
Широковский район,
Днепропетровская область,
Украина.
Код КОАТУУ — 1225883307. Население по переписи 2001 года составляло 100 человек .

## Географическое положение
Село Новоукраинка находится на расстоянии в 1 км от сёл Чапаевка и Григоровка.
Вокруг села много ирригационных каналов.